# Naia
La naia és un porxe típic de la casa de camp de la comarca de la Marina Alta, al País Valencià.

## Naies i riuraus
Sovint, sobretot entre persones que no coneixen l'arquitectura rural de la Marina Alta, se sol confondre la naia amb el riurau, però són dos elements diferents: la naia sempre apareix situada davant de la façana de la casa i la seua funció és la de protegir-ne l'entrada, mentre que el riurau pot estar adossat lateralment o, també, separat de l'habitatge (mai al seu davant).

## Característiques de les naies
Abans s'ha dit que la naia té una funció protectora de l'entrada de la casa, però a més li serveix d'ornat. La naia és també el lloc de reunió de la família o els amics durant les llargues i caloroses nits d'estiu. És, doncs, un espai per a la socialització.
En els xalets de les modernes urbanitzacions s'ha reproduït el model de naia de la casa de camp tradicional, i incorpora els mateixos tres usos que s'han destacat anteriorment: protecció, ornat i esbargiment.